# Araeognatha mollita
Araeognatha mollita là một loài bướm đêm trong họ Noctuidae.